# Ever Alfaro
Ever Antonio Alfaro Víquez (Grecia, 1º ottobre 1982) è un ex calciatore costaricano, di ruolo attaccante.